# Ciúme
De acordo com os psicólogos Ayala Pines e Elliot Aronson, ciúme é "a reação complexa a uma ameaça perceptível a uma relação valiosa ou à sua qualidade.". Provoca o temor da perda e envolve sempre três ou mais pessoas, a pessoa que sente ciúmes - sujeito ativo do ciúme -, a pessoa de quem se sente ciúmes - sujeito analítico do ciúme - e a terceira ou terceiras pessoas que são o motivo dos ciúmes - o que faz criar tumulto.
Segundo a psicóloga clínica Mariagrazia Marini, esse sentimento costuma ser manifestado como o movimento de um arco, na medida em que há uma tensão e posterior relaxamento com a "solução" da causa do ciúme porém o sentimento retornará e a tensão ocorrerá novamente . Apresenta caráter social, sendo também marcado pelo medo, real ou irreal, vergonha de se perder o amor da pessoa amada. O ciúme pode estar relacionado com a falta de confiança no outro e/ou em si próprio e, quando é exagerado, pode tornar-se patológico e transformar-se em uma obsessão.
A explicação psicológica do ciúme pode ser uma persistência de mecanismos psicológicos infantis, como o apego aos pais que aparece por volta do primeiro ano de vida ou como consequência do Complexo de Édipo não resolvido; entre os quatro e seis anos de idade, a criança se identifica com o progenitor do mesmo sexo e simultaneamente tem ciúmes dele pela atracção que ele exerce sobre o outro membro do casal; já na idade adulta, essas frustrações podem reaparecer sob a forma de uma possessividade em relação ao parceiro, ou mesmo uma paranoia.
Nesse tipo de paranoia, a pessoa está convencida, sem motivo justo ou evidente, da infidelidade do parceiro e passa a procurar “evidências” da traição. Nas formas mais exacerbadas, o ciumento passa a exigir do outro coisas que limitam a liberdade deste.
Algumas teorias consideram que os casos mais graves podem ser resolvidos através da psicoterapia que passa por um reforço da auto-estima e da valorização da auto-imagem. Porém várias teorias criticam a visão psicanalítica tradicional (exemplo:esquizoanálise).
Outros casos mais leves podem ser tratados através da ajuda do parceiro, estabelecendo-se um diálogo franco e aberto de encontro, com a reflexão sobre o que sentem um pelo outro e sobre tudo o que possa levar a uma melhoria da relação, para que esse aspecto não se torne limitador e perturbador.

## Conjunto de emoções

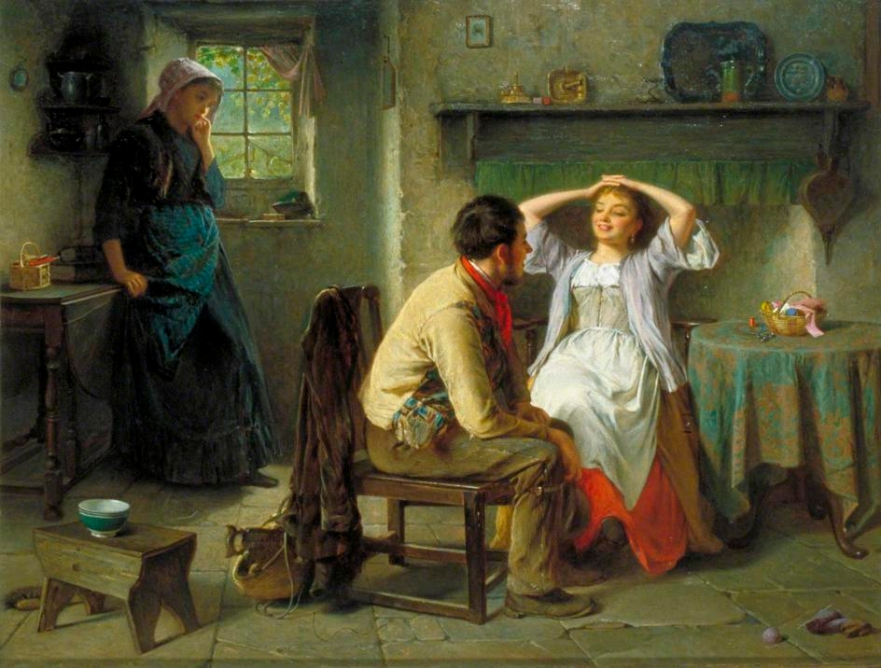
Ciúme e flerte (Haynes King).

Ciúme é uma reação complexa porque envolve um largo conjunto de emoções, pensamentos, reações físicas e comportamentos:
- Emoções - dor, raiva, tristeza, inveja,medo, depressão e humilhação;
- Pensamentos - ressentimento, culpa, comparação com o rival, preocupação com a imagem, autocomiseração;
- Reações físicas - taquicardia, falta de ar, excesso de salivação ou boca seca, sudorese, aperto no peito, dores físicas.
- Comportamentos - questionamento constante , busca frenética de confirmações e ações agressivas, mesmo violentas.

## Como acabar com o ciúmes
O ciúme, em princípio, é um sentimento tão natural ao ser humano como o tédio e a raiva.  Nós sempre vivenciamos este sentimento em algum momento da vida, diferem apenas suas razões e as emoções que sentimos. Como todo sentimento, tem seu lado positivo e seu lado negativo.

## Ciúme e inveja
O ciúme está intimamente relacionado à inveja. A diferença é que a inveja não envolve o sentimento de perda presente no ciúme. Mas ambas são um misto de desconforto e raiva e atormentam aquele que cobiça algo que outra pessoa tem.  Quanto mais baixa for a auto-estima, mais propensa está a pessoa de sofrer com um dos dois sentimentos.
Outra diferença entre ambos reside no fato de o ciúme, quando ultrapassa certo limite, se transforma em patologia, coisa que não acontece com a inveja.
Ciúme e inveja desviam o foco dos cuidados com a própria vida, tão preocupado se fica com a vida de outra pessoa.  Por outro lado, se enfrentados, podem levar a atitudes positivas como melhorar a aparência, desenvolver novas habilidades e trabalhar a auto-estima.

## Ciúme patológico
O ciúme patológico é visto pela psiquiatria como uma espécie de paranóia (distúrbio mental caracterizado por delírios de perseguição e pelo temor imaginário de a pessoa estar sendo vítima de conspiração). Para o ciumento, a fronteira entre imaginação, fantasia, crença e certeza se torna vaga e imprecisa, as dúvidas podem se transformar em ideias supervalorizadas ou delirantes.
Quem sente ciúme a esse nível tem a compulsão de verificar constantemente as suas dúvidas, a ponto de se dedicar exclusivamente a invadir  a privacidade e tolher a liberdade do parceiro:  abre correspondências, bisbilhota o computador, ouve telefonemas, examina bolsos, chega a seguir o parceiro ou contrata alguém para fazê-lo. Toda essa tentativa de aliviar sentimentos, além de reconhecidamente ridícula até pelo próprio ciumento, não ameniza o mal estar da dúvida, até o intensifica.
A pessoa ciumenta apresenta na sua personalidade um traço marcante de timidez e sentimentos de insegurança,  problemas que costumam ter raízes na infância. Nesse caso, o tratamento passa por aplicação de técnicas de psicoterapia para melhorar a confiança do paciente em si mesmo. O processo deve envolver sua família pois o apoio no lar é imprescindível nesses casos. Reduzido o sentimento de insegurança, é esperado que diminua a aflição do ciúme. Só quem confia em si mesmo pode confiar em outros, de modo que parece lógico começar o tratamento pelo fortalecimento da autoconfiança.
Não menos importante é atacar os sintomas físicos que o ciúme patológico provoca. O desequilíbrio no sistema nervoso aumenta o nível de adrenalina, interfere na dinâmica dos neurotransmissores e está na origem de muitas doenças psicossomáticas. Por isso, é fundamental apurar as causas desses sintomas e gastar a energia negativa em atividades como os exercícios físicos, meditação e trabalho que traga gratificação.

## Ciúme entre irmãos

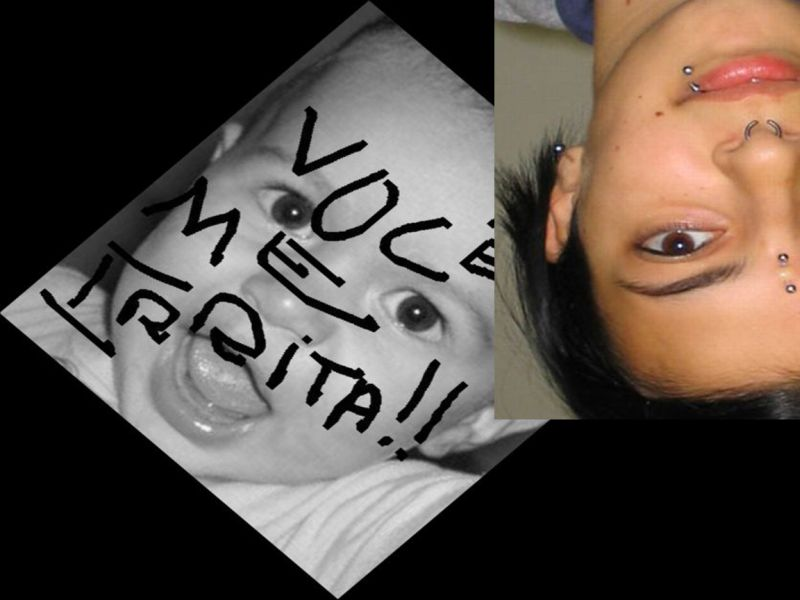
Ciúme entre irmãos: desafio para os pais.

Muitos pais consideram que o ciúme, raiva ou inveja não são sentimentos nobres e que não podem conviver com outros sentimentos assim considerados. Ciúme e amor, no entanto, não se excluem, irmãos podem sentir ciúmes um do outro e ao mesmo tempo amarem-se. Neste ponto, não diferem dos adultos.
Alguns pais ficam receosos quando decidem ter o segundo filho, por não se considerarem preparados para dividir a atenção entre eles. Outros temem causar qualquer tipo de sofrimento ao primogênito. É comum os pais se reportarem a suas próprias experiências infantis e lembrarem como se sentiram com relação aos irmãos e ao afeto de seus pais.
Um recém-nascido demanda uma atenção mais intensa e imediata e o que acaba acontecendo é o primogênito sentir-se prejudicado por não ter mais a atenção exclusiva dos pais.

## Ciúme em cães
Apesar de o ciúme ser uma emoção humana, muitos proprietários de cães notam que seus animais de estimação parecem exibir comportamentos aparentemente ciumentos. Geralmente isso ocorre quando uma nova pessoa entra na casa do dono e passa um longo período de tempo com ele. Exemplos clássicos são novos parceiros e a chegada de um novo bebê. São intrusos, invasores do território familiar, que tomam o tempo precioso e exclusivo que o cão passava com seu dono e, por consequência, eles se sentem negligenciados.
O cão nessas circunstâncias desenvolve comportamentos depressivos como recusa ao convívio social, inatividade e perda de apetite e, no limite, agressividade.
O processo que desencadeia essa reação no cão é instintivo, somente na aparência parecendo-se com o sentimento do ciúme. O cão, por instinto, é cioso de seu espaço, que logo delimita, comportamento repetido de seus ancestrais que viviam na natureza. Quando o espaço é invadido por outro animal, a reação é, por instinto, agressiva. É a mesma reação que ocorre quando cães de guarda atacam quem invada o local guardado.
Mas quando o animal pressente que o intruso é pessoa ligada a seu dono, se vê impedido, pelo adestramento, a reagir de forma agressiva, e daí, forçado a contrariar seus instintos, desenvolve atitudes ciumentas.

## Ciúme na literatura
A intensidade dramática do ciúme faz dele um tema atraente para escritores. Alguns souberam tratá-lo com maestria e produziram obras primas. Citamos o exemplo clássico de Otelo, de William Shakespeare (1603) e de três romances da língua portuguesa:Dom Casmurro, de Machado de Assis (1899), Alves & Cia., de Eça de Queiroz (1925) e São Bernardo, de Graciliano Ramos (1934).

### Otelo

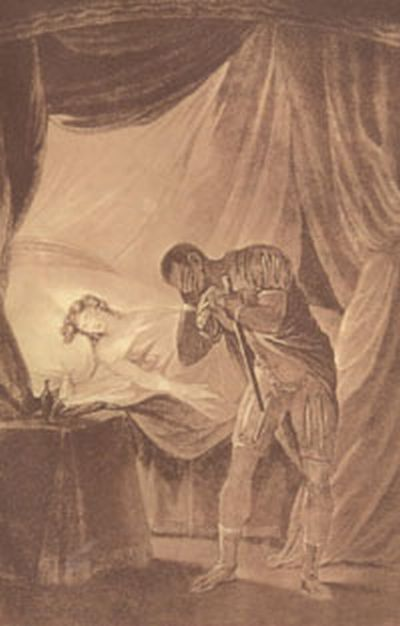
Otelo mata Desdêmona (desenho de Josiah Baydell, século XVIII).

Como em todas as tragédias, desde sua origem na Grécia antiga, o destino trágico dos personagens centrais está traçado desde o início. Prisioneiros de suas próprias limitações pessoais e sociais, são arrastados para ele e não podem mudá-lo.
Otelo, o general mouro de Veneza, é prisioneiro da cor de sua pele. Por seus dotes militares, é tolerado, mas não aceito pelos venezianos, que nutrem com relação a ele sentimentos racistas. Otelo está ciente desse preconceito e se sente inseguro. Para dissimular sua insegurança, comporta-se de modo grosseiro e impulsivo, a ponto de intimidar sua própria mulher, Desdêmona.
A insegurança de Otelo faz com que seja receptivo às intrigas de Iago, que desperta seus ciúmes, insinuando um romance entre Desdêmona e Cássio. O ciúme se intensifica ao longo da peça e culmina com o assassinato de Desdêmona pelo marido. Uma acuada Desdêmona não pode também fugir a seu destino, como Otelo não pode fugir do crime e de sua autodestruição.
O ciúme é um tema fundamental na tragédia, pois além do ciúme de Otelo por Desdêmona, temos o de Iago por Cássio ,  porque este tem um posto militar superior ao seu, e o de Rodrigo, cúmplice de Iago, por Otelo, porque está apaixonado por Desdêmona.
É em Otelo que se encontra a mais genial - e certamente a mais popular - definição de ciúme: ciúme é um monstro de olhos verdes (a green-eyed monster).

### Dom Casmurro
Se Otelo é o clássico mundial de obras literárias sobre o ciúme, no Brasil esta honra cabe a Dom Casmurro, de Machado de Assis. Até hoje é motivo de aceso debate se Capitu traiu ou não o marido com seu melhor amigo, Escobar. A questão, no fundo, é irrelevante, pois para entendermos o perfil psicológico de Bentinho, basta sabermos que ele acredita ter havido adultério.
Também é irrelevante se o fato que desencadeou o ciúme - a forma intensa com que Capitu fitava Escobar no velório deste, perturbando Bentinho a ponto de impedi-lo de pronunciar o discurso fúnebre – ocorreu na realidade ou apenas existiu na imaginação do personagem.
No despertar do ciúme, teve papel certamente preponderante o sentimento de culpa que carregava Bentinho por não cumprir a promessa de sua mãe, de tornar-se padre e daí o ressentimento inconsciente contra Escobar, que o ajudara a dissuadir a mãe de seu intento, permitindo seu casamento com Capitu.
A culpa e o ressentimento eram tão fortes que Bentinho esteve a ponto de suicidar-se. Não o fez e depois de ter perdido a mulher e humilhado a ela e ao filho, se tornou o Dom Casmurro do título.

### Alves & Cia
Pode-se dizer que o romance de Eça é sobre o anticiúme. Godofredo Alves, voltando mais cedo que o costume para casa, flagra a mulher Ludovina, abandonada, sobre o ombro de um homem, que lhe passava o braço pela cintura, e constata, petrificado, que se trata de seu sócio, Machado.
Após ofender e expulsar de casa a mulher, começa a sofrer as dores do ciúme, mas, já nas primeiras páginas Eça deixa claro que o desejo de sofrer de Alves não vai longe: Então imediatamente resolveu resistir àquele estado de perturbação e inquietação./ Quis que no seu espírito reinasse a ordem; que tudo na casa retomasse o seu ar regular e calmo.
Naquele momento, ainda não manifestava Alves a intenção de reconciliar-se com Ludovina, mas aos poucos esta intenção vai se formando no seu espírito e, ao final, do romance já estão os três juntos, o casal e o amigo Machado, brindando seu sucesso na vida e nos negócios.
Há no romance de Eça uma crítica sutil ao capitalismo e o apego da burguesia a coisas materiais. A separação de Alves era ruim para os negócios da firma: seria mal visto na praça e perderia a colaboração de um sócio eficiente. À violência do ciúme segue-se a frieza do cálculo financeiro, a ponto de Alves duvidar até mesmo que tenha visto Ludovina em atitude comprometedora.

### São Bernardo
Em São Bernardo, o tema do ciúme vem mesclado com uma crítica ao coronelismo dominante no Nordeste.
O Coronel Paulo Honório considera as mulheres bichos difíceis de governar, mas quer casar para ter um herdeiro. Decide que a mulher ideal seria a filha do juiz, mas indo a casa dela para pedir sua mão ao pai, encontra uma outra moça, Madalena, que lhe parece mais interessante e acaba por casar-se com ela.
Professora culta e politizada, Madalena desperta desconfianças do marido, por suas opiniões e por sua atitude generosa para com os explorados empregados de suas terras. Acha que ela é comunista e comunista, sem religião, é capaz de tudo. Passa a duvidar da honestidade da mulher. Atormenta-a de tal maneira, que Madalena comete suicídio. A vida de Paulo Honório se transforma num imenso vazio. Chega à velhice solitário, perseguido pela imagem de Madalena.
Paulo Honório era dono de terras, de gado e da vontade dos homens. Casou com Madalena, não para ter uma companheira pela vida, mas com a atitude calculada de quem está  acrescentando mais um item a seu patrimônio. Este novo item tinha um único propósito: dar-lhe um filho.
Mas Madalena tinha ideias e vontades próprias, não lhe pertencia porque não se submetia. Madalena era o outro que nunca teve que enfrentar e o atemorizava.
Precisava então destruí-la, pois estava em descompasso com o mundo que conhecia até então. Mas só poderia destruí-la se elaborasse em sua mente que Madalena não prestava, daí a pecha de comunista , mais uma crítica de Graciliano aos preconceitos da época, e de adúltera.
Quando Madalena se suicida, um gesto autônomo de vontade que não esperava, dá-se conta do que havia feito e, no fim do romance, solitário, conclui: Sou um aleijado. Devo ter um coração miúdo, lacunas no cérebro, nervos diferentes dos nervos dos outros homens. E um nariz enorme, uma boca enorme, dedos enormes.